# قصر الصاغة

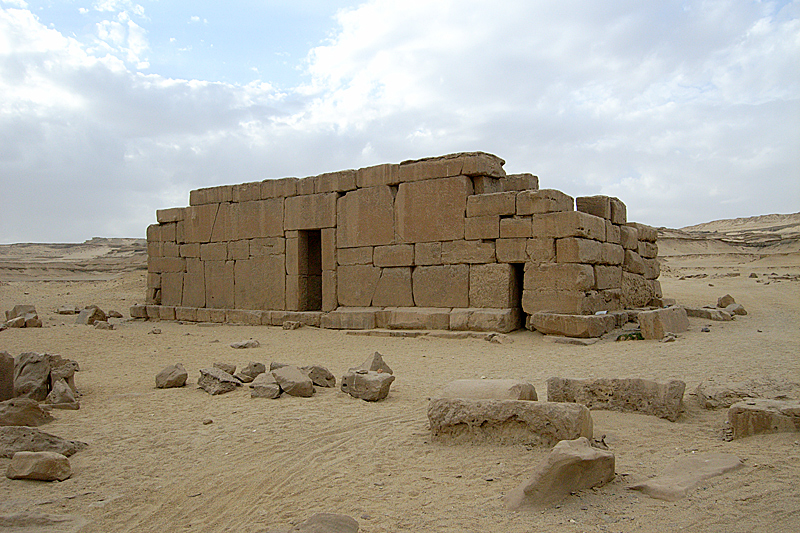
معبد قصر الصاغة

قصر الصاغة هو قصر أثري ومعبد مصري يقع على بعد 8 كم شمال بحيرة قارون بمحافظة الفيوم على نتوء منخفض عند سفح جبل قطراني في منطقة مهجورة وغير مضيافة. بُنى من الحجر الجيرى والرملي ويحتوى القصر على سبعة مقصورات، وتبلغ مساحته حوالي 180 متراً، ويقع في الجنوب منه جبانة من عصر الدولة الوسطى. ويُعتقد أنه مخصص لـ سوبيك معبود التمساح عند قدماء المصريين.

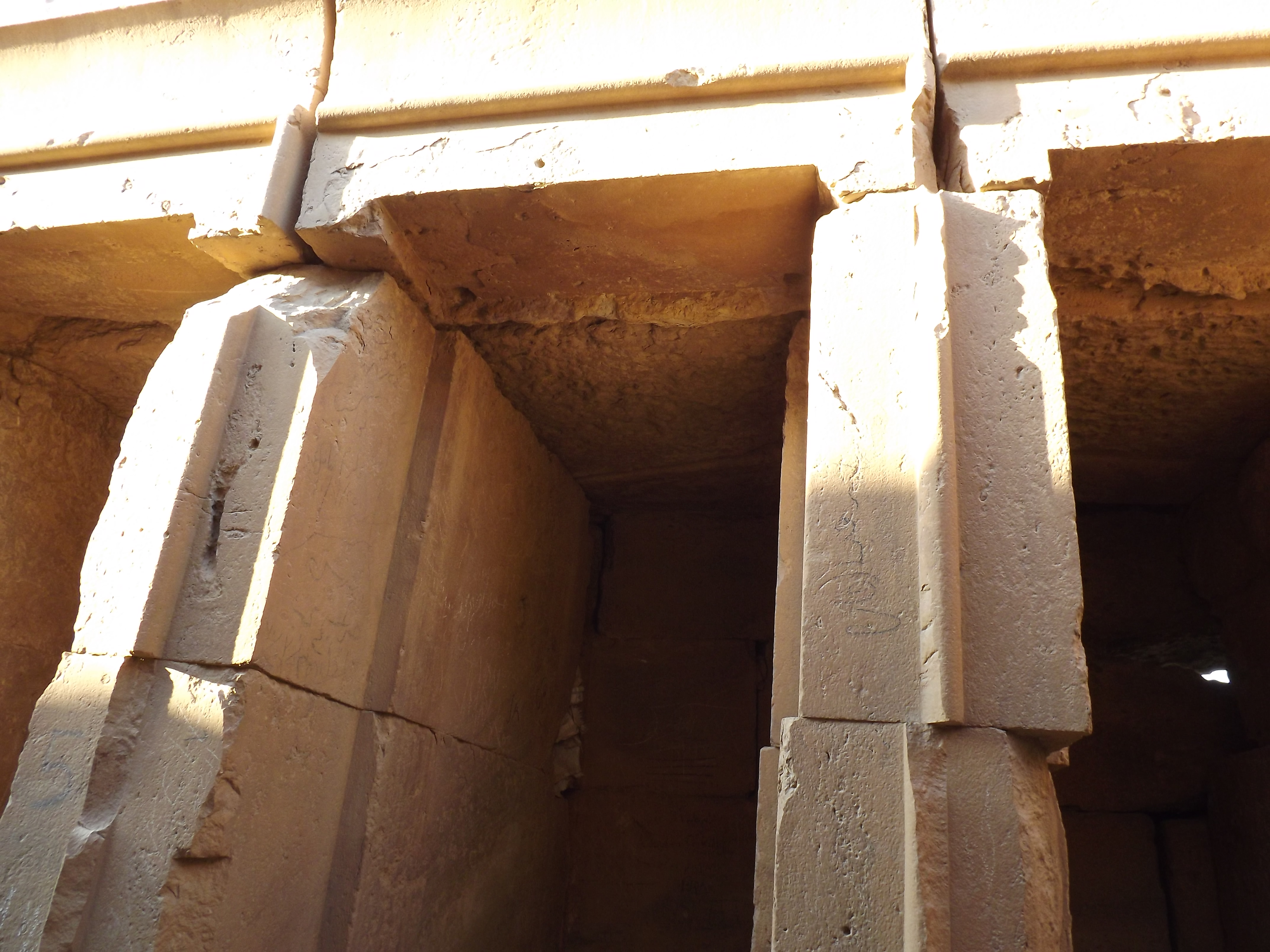
جدران المعبد

يقع المعبد الآن على ارتفاع يزيد عن 180 قدمًا عن شاطئ البحيرة الذي وصل إلى قدميها ولكنه الآن على بعد أكثر من 5 أميال. نُشر قصر الصاغة لأول مرة من قبل يورغ أوغست شفاينفورت عام 1892 وزاره فلندرز بيتري لاحقًا.

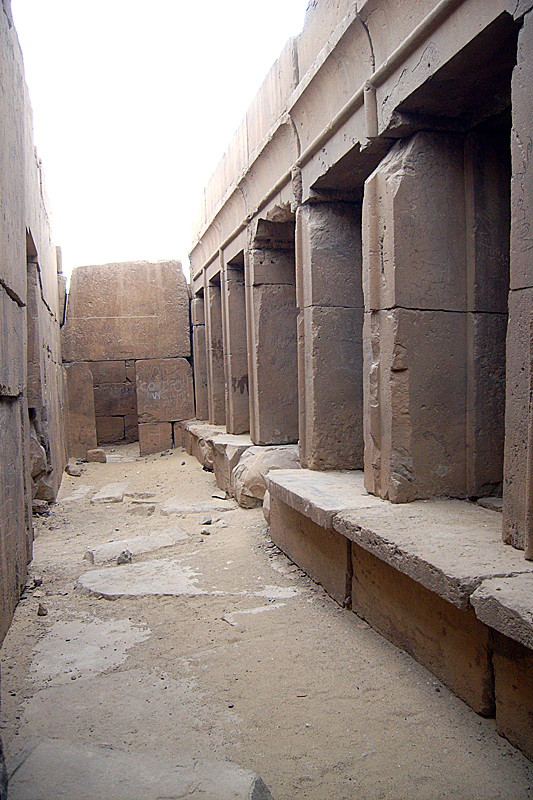
داخل المعبد من جهة الغرب

يعتبر تاريخ المعبد مصدر نقاش بين العلماء، لكن خطته تشير إلى أن الهيكل قد تم بناؤه في موعد لا يتجاوز عصر المملكة المصرية الوسطى. ومع ذلك، فسر المستكشفون الأوائل الهندسة المعمارية على أنها في نمط هياكل المملكة المصرية القديمة.
تم تشييد المعبد من كتل الحجر الرملي الكلسية الضخمة ذات الأحجام المختلفة، والتي تتناسب مع بعضها بإحكام دون استخدام الملاط مع وصلات زاوية مائلة، على غرار معبد الوادي في الجيزة أو أوزيريون في أبيدوس.
المعبد عثر به على آثار تضم تمثالًا لـ أمنمحات الثالث من الجرانيت الأسود، وبرديات، وعملات برونزية، وتماثيل فخارية، أما تصميم المعبد فهو عبارة عن بناء مستطيل يقع مدخله في الناحية الجنوبية ويؤدي المدخل إلى فناء طويل أو صالة القرابين ويوجد في جدارها الخلفي سبع مقاصير كانت مغلقة بأبواب لا تزال أعقابها ظاهرة وربما كان المعبود سوبيك، المعبود الرئيسي في الفيوم في هذا المعبد فقد عثر على حجر من البازلت يحوي نقشا يثبت ذلك.
لم يكتمل المعبد أبدًا وتركت الجدران غير مزخرفة. يحتوي الداخل على قاعة بها سبع غرف صغيرة وغرفتان جانبيتان. هناك أيضًا «غرفة عمياء» غامضة ومغلقة تمامًا ويبدو أنه ليس لها مدخل. يُعتقد أن قصر الصاغة ربما كان معبدًا جنائزيًا يحتوي على تماثيل الآلهة في أجزائه.
يوجد على يمين المدخل مدخل أصغر يؤدي إلى ممر داخل الجدار الخارجي يبدو أنه مساحة وصول لآلية الباب.
في العصور القديمة البعيدة، نمت غابة على الجرف شمال الموقع - لا يزال من الممكن رؤية البقايا المتحجرة ويعتقد أن بحيرة قارون امتدت ذات يوم إلى شاطئها الشمالي بالقرب من المعبد في الأيام التي كانت فيها البحيرة كان أكبر من ذلك بكثير.
المنطقة بأكملها مليئة بالأدلة على وجود استيطان قديم كبير. يوجد في السهل المنبسط جنوب قصر الصاغة عدة مواقع لقرى ما قبل التاريخ يبدو أن سكانها عاشوا في الصيد والزراعة وصيد الأسماك.

## معرض صور

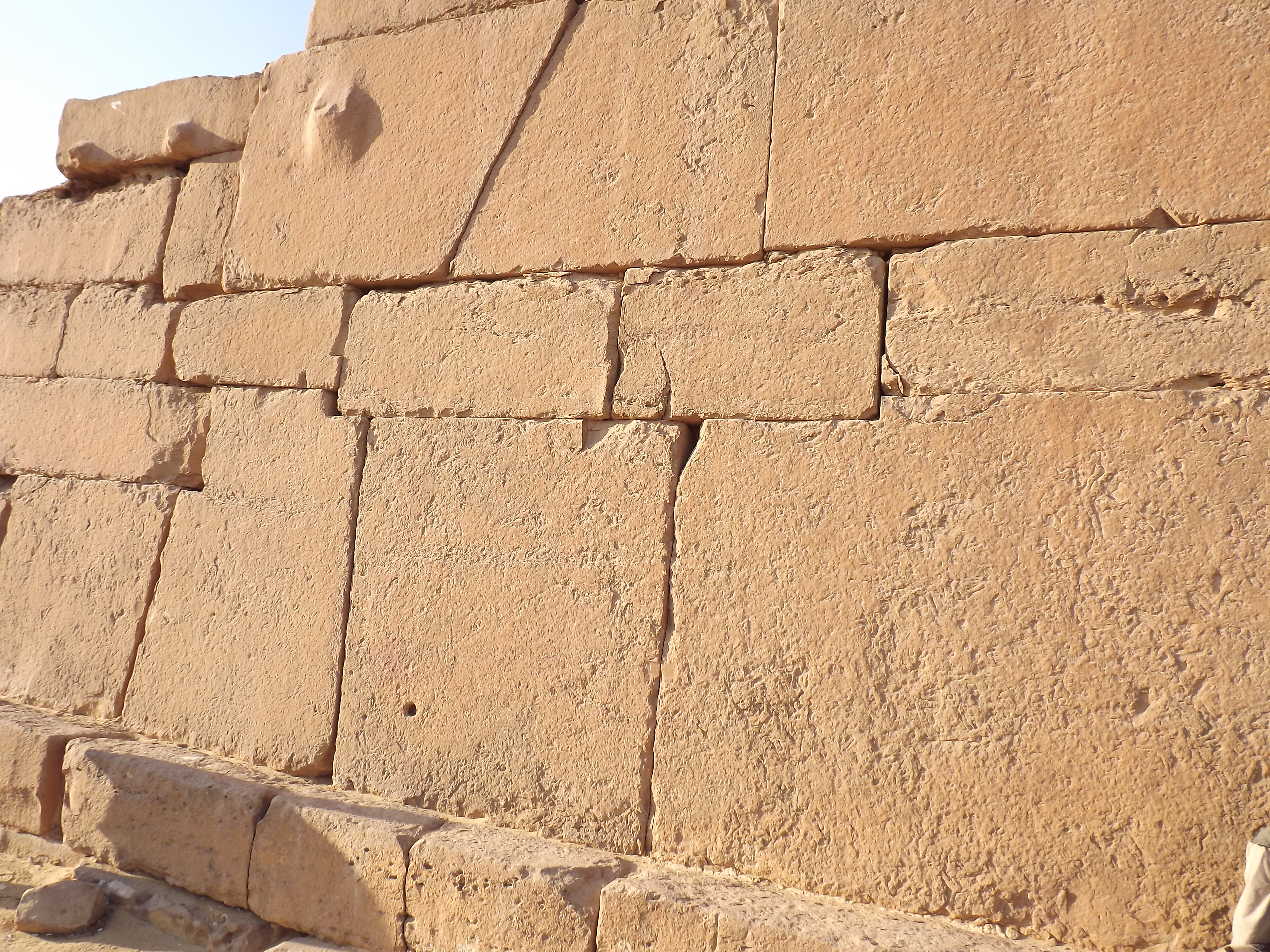
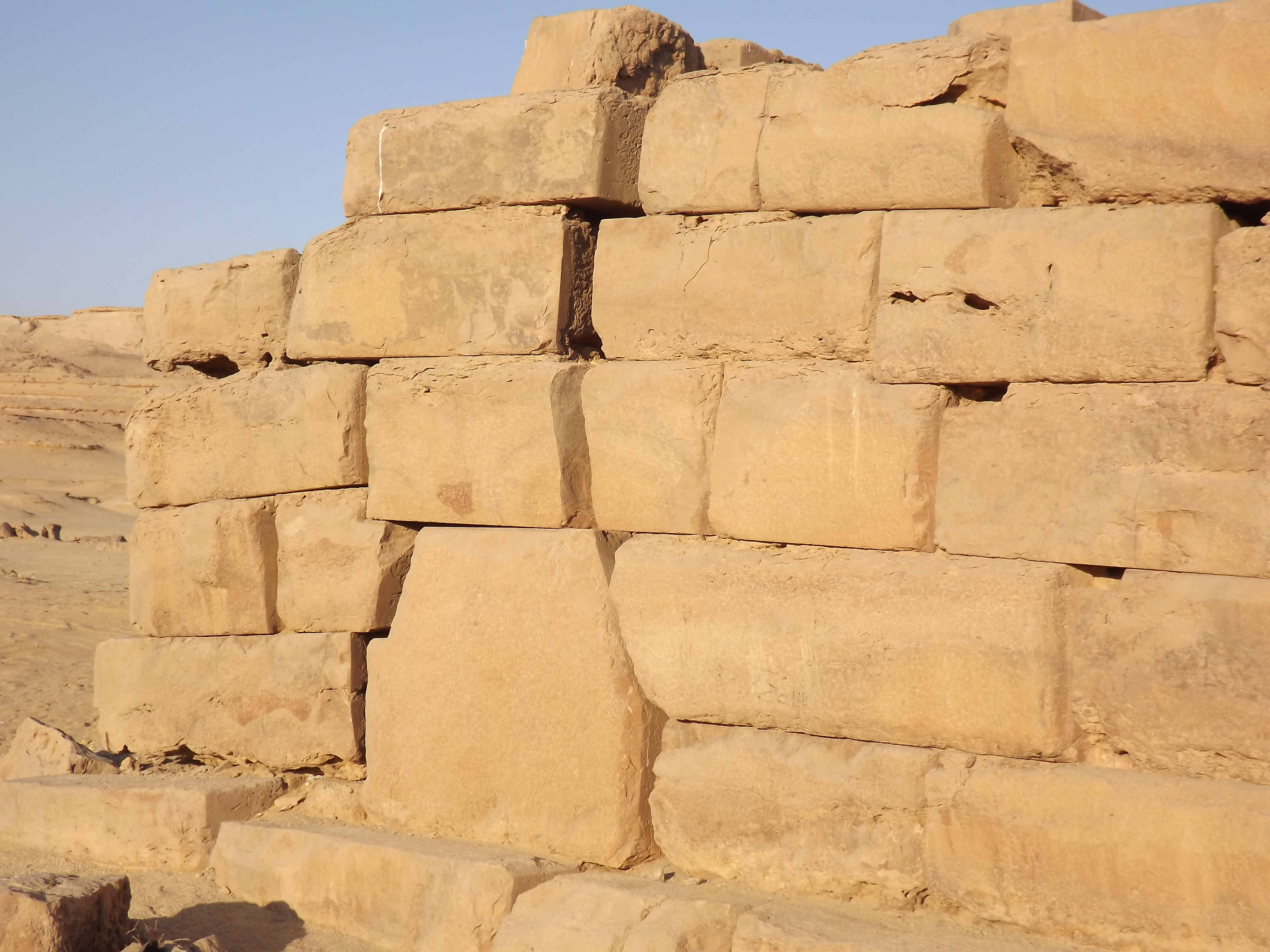
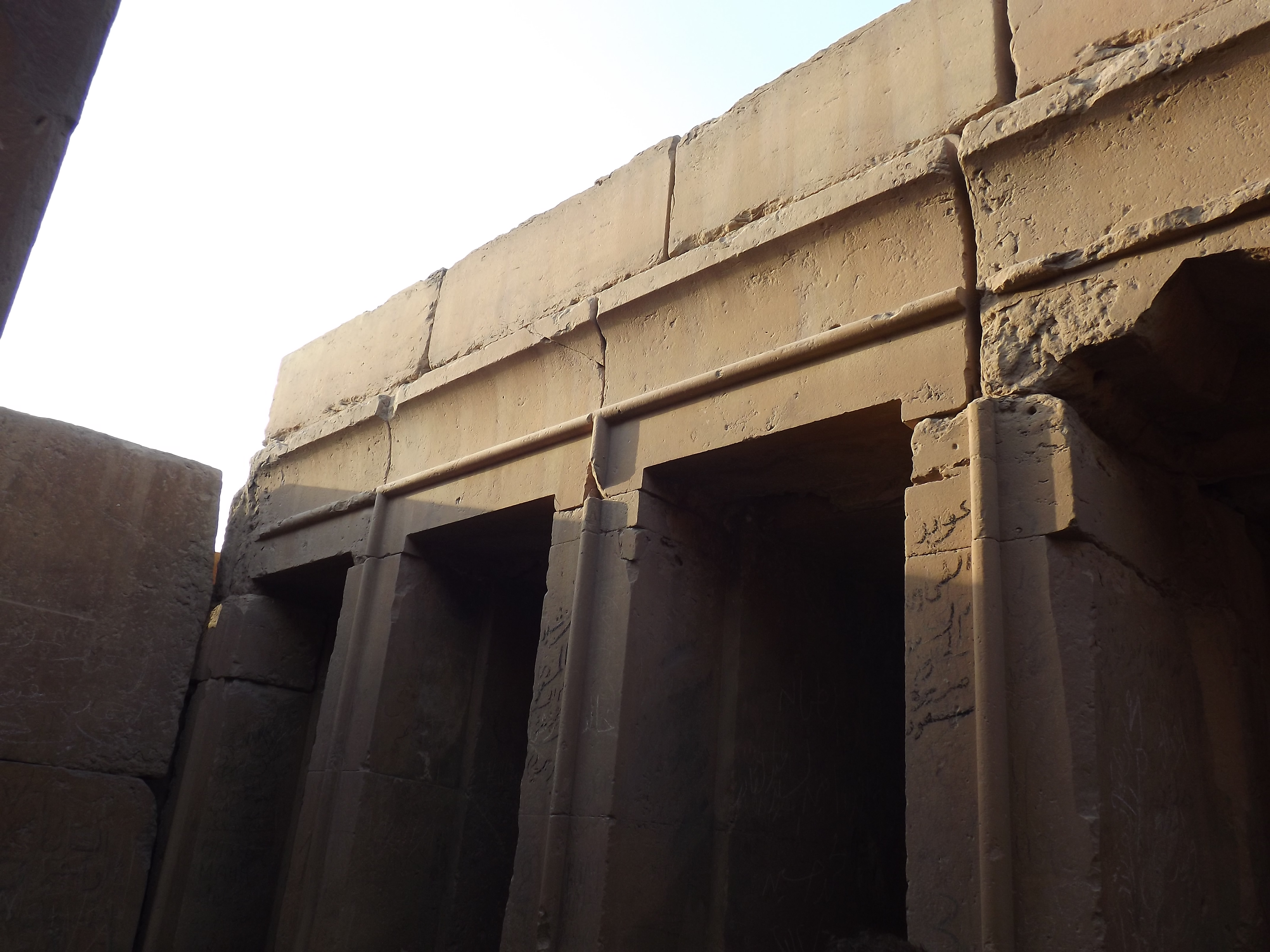
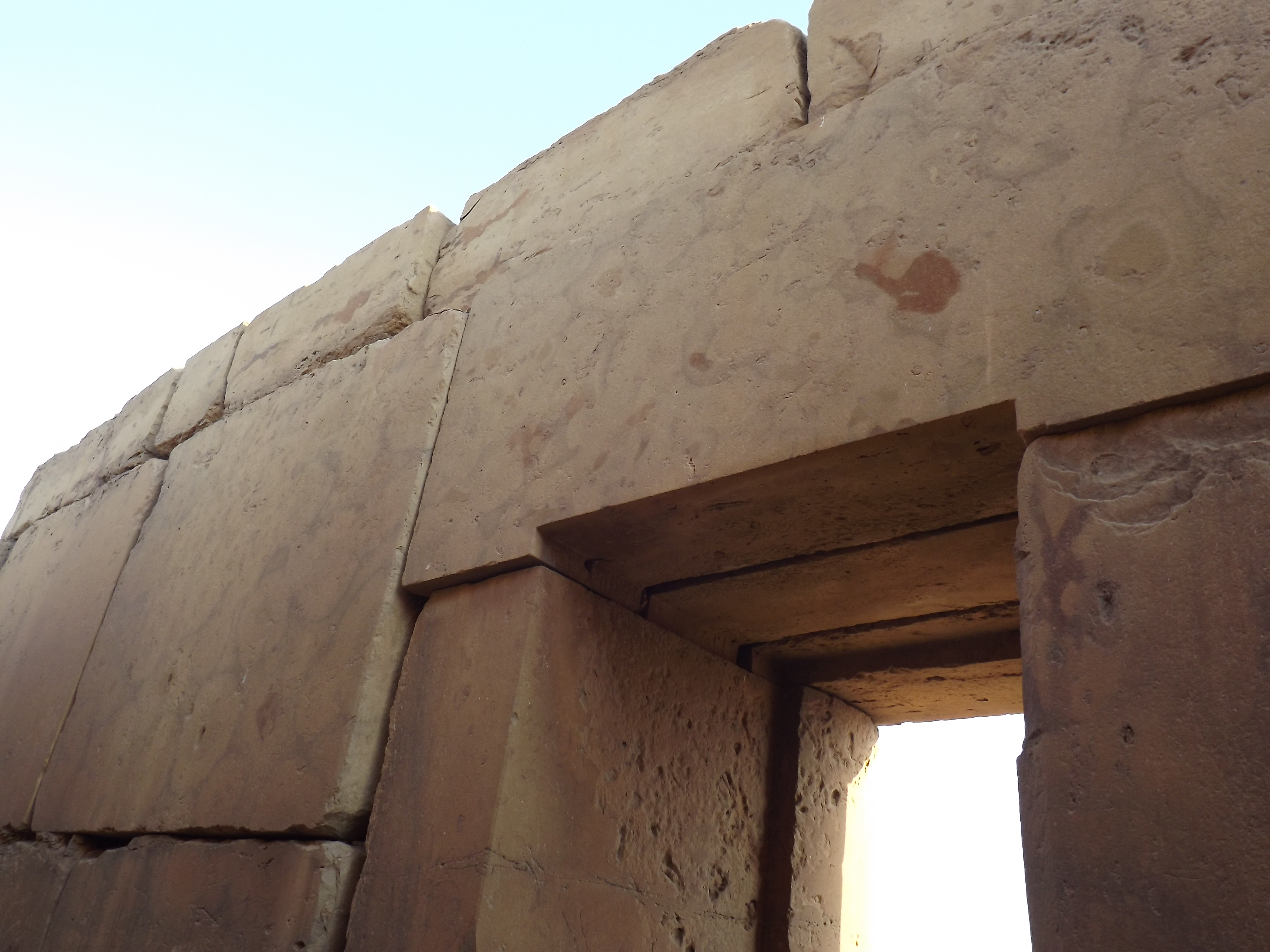
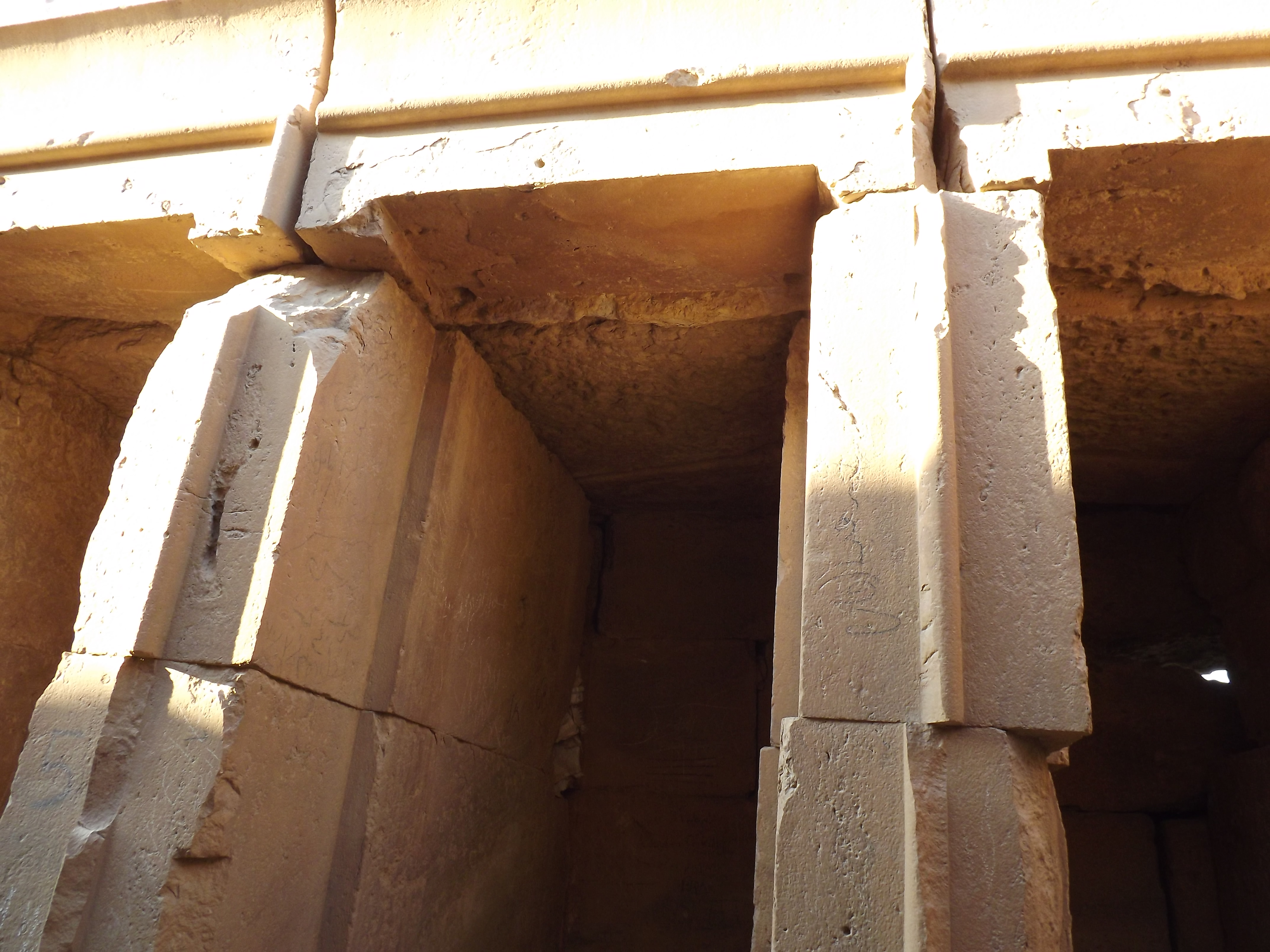
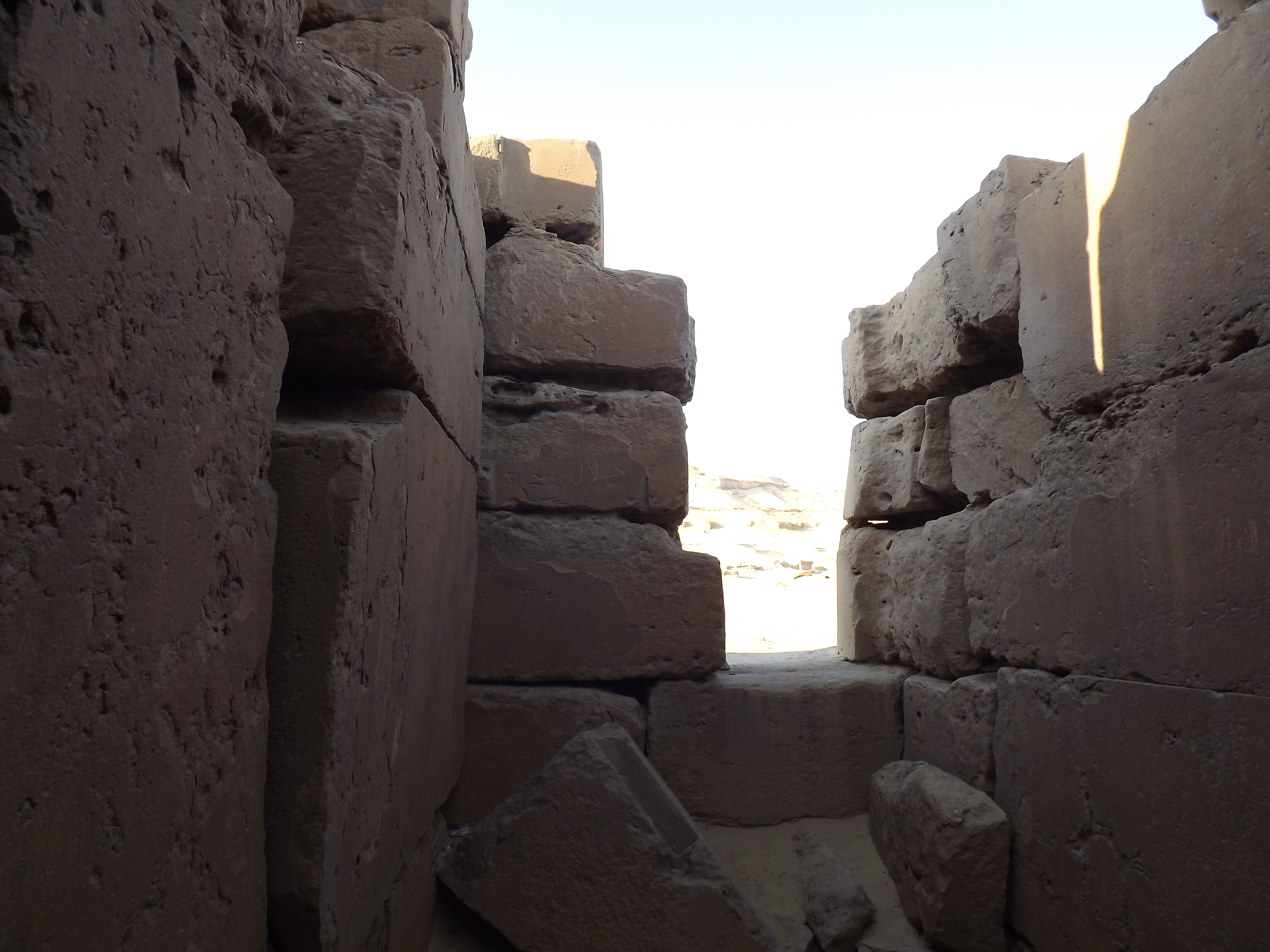
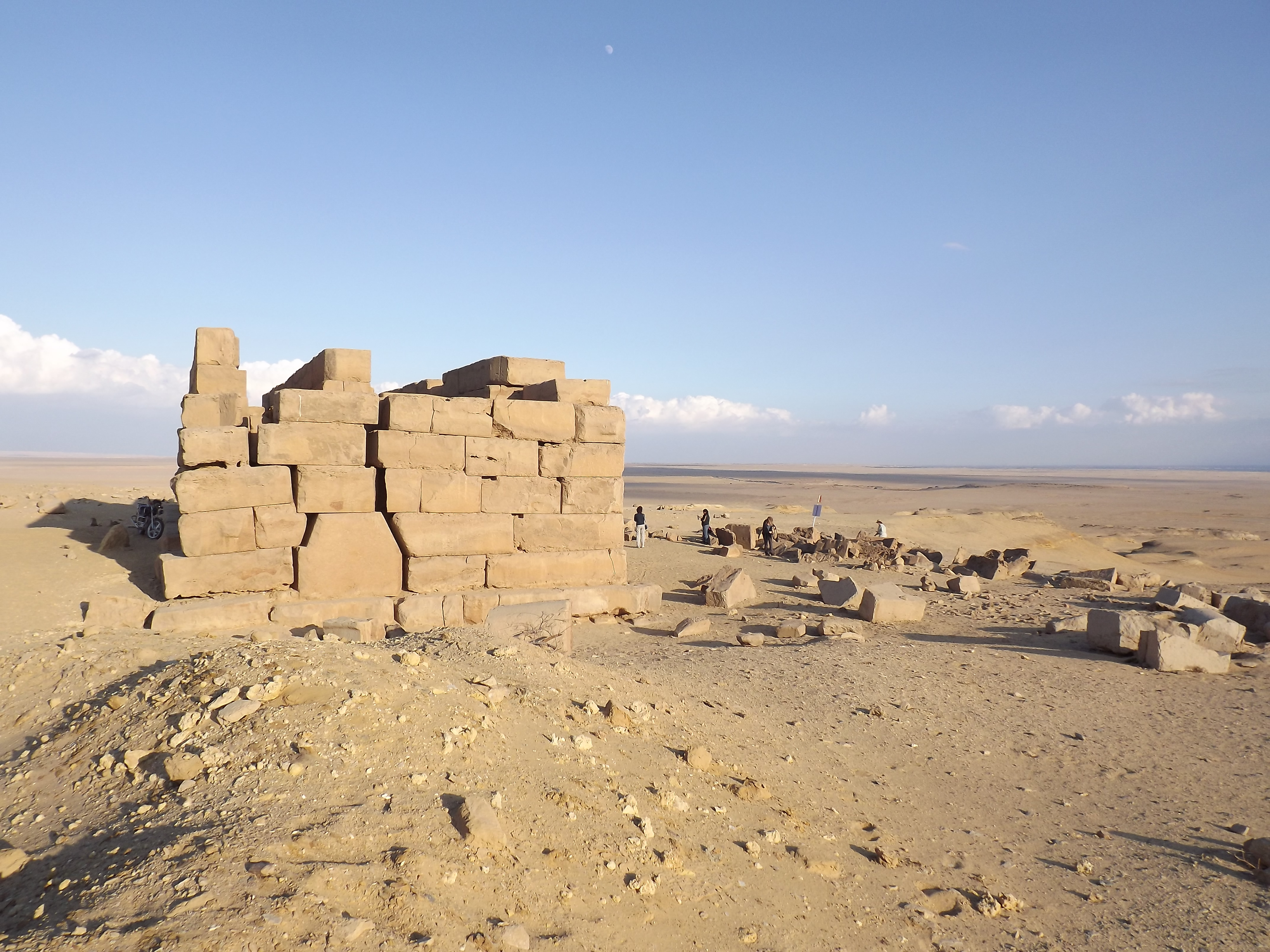
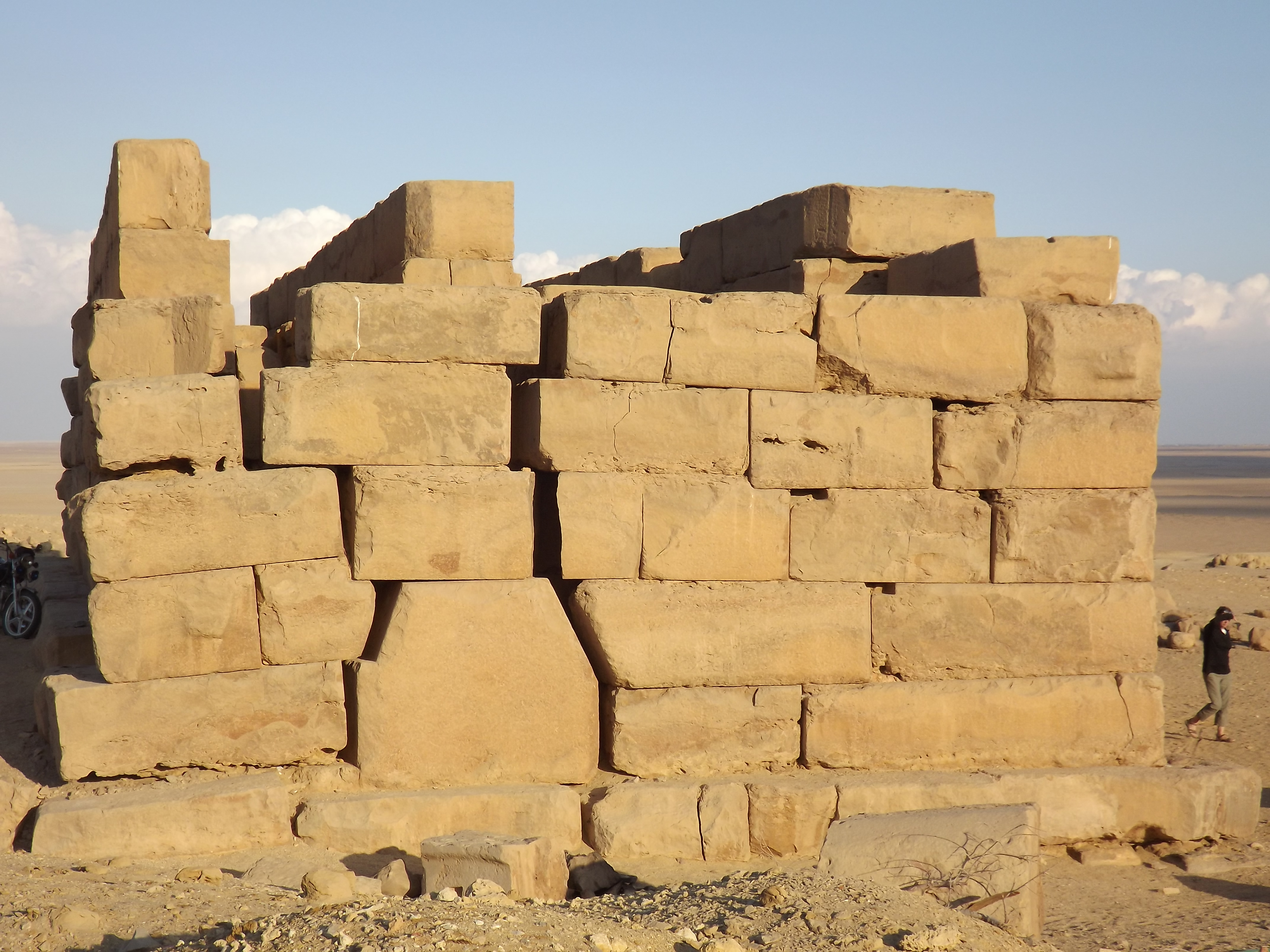
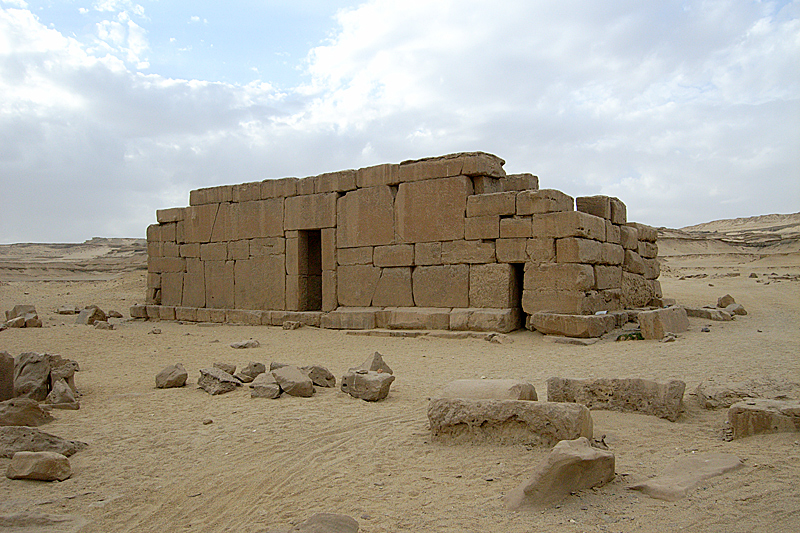
المعبد
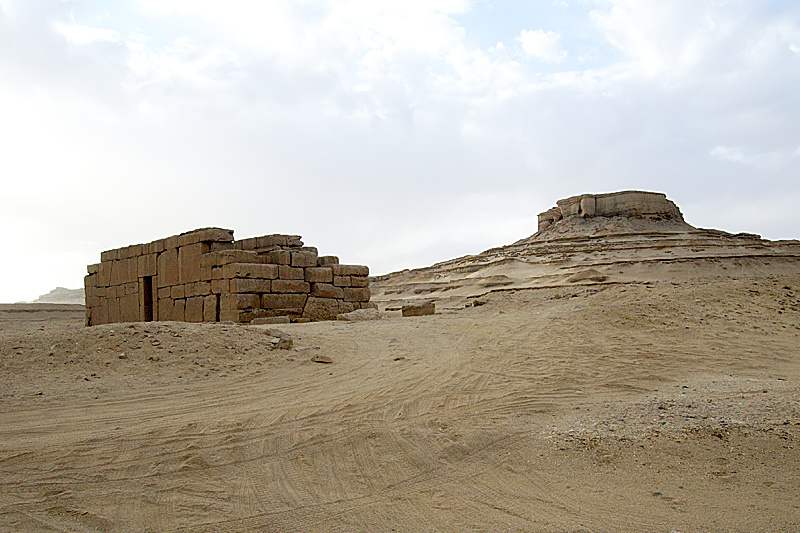
مشهد عام